# Volerie des aigles
 (juin 2024).
La volerie des aigles est un parc animalier situé à Kintzheim en Alsace. Elle est installée depuis 1968 dans les ruines du château de Kintzheim.

## Le parc
Le parc des ruines du château de Kintzheim[source secondaire souhaitée], site classé, s'unit avec le vallon qui va du manoir construit dans la partie basse du parc à la ruine romantique située sur son promontoire naturel, à l'autre extrémité[source insuffisante].
L'ensemble formé sur la commune de Kintzheim par le domaine Regis Villa (parcelles 1 à 5 section 9 et 83 section 8) de 24,05 ha a été classé au titre des sites naturels par arrêté du 1er juin 1978[source secondaire souhaitée].
Le parc à l'anglaise de 28 ha[source secondaire souhaitée], créé de 1803 à 1807 a reçu le label « Jardin remarquable ». Il a été inscrit sur l'inventaire supplémentaire des monuments historiques par arrêté du 5 octobre 1992.[réf. nécessaire]
Ce « jardin tableau » dessiné en 1807 est directement inspiré des tableaux en vogue à l'époque : Nicolas Poussin, Claude Gelée dit « Le Lorrain » et plus tard Hubert Robert[source secondaire souhaitée].
Plus de 120 arbres remarquables ont été inventoriés. Ce parc n'est pas accessible depuis la ruine du château de Kintzheim où se situe la volerie des Aigles.[réf. nécessaire]

## Visite
- Si vous ne connaissez pas le sujet, laissez ce bandeau (vous pouvez alors contacter les auteurs).
- Si vous supprimez le contenu mis en cause (vous pouvez préalablement contacter les auteurs),

argumentez précisément cette suppression dans la page de discussion
(un manque de référence n'est pas un argument ; une recherche réelle de référence doit avoir été effectuée, être formellement documentée).

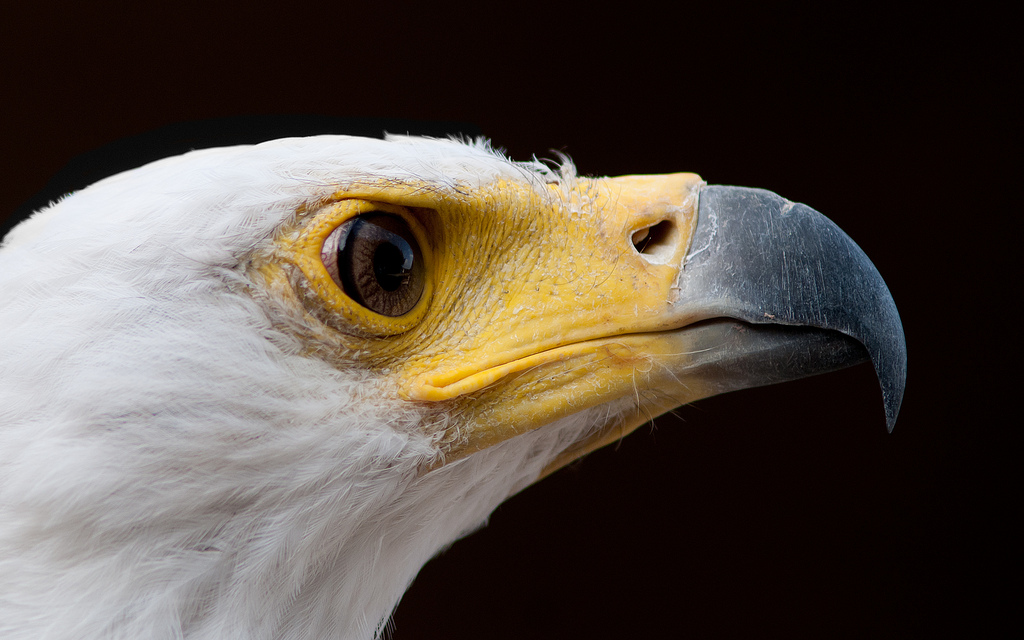
Aigle pêcheur d'Afrique (Pygargue vocifer) de la volerie.

La volerie des aigles élève et présente au public des rapaces en voie de disparition. Des aigles, des faucons, des vautours et d’autres spécimens évoluent dans le cadre privilégié du château et participent aux démonstrations de vols organisées quotidiennement.
Le site est ouvert de mars à novembre. La visite dure environ 1 heure. Il y a un parking gratuit, une aire de pique-nique aménagée et une buvette sur place.